# Minecraft - Volume Alpha
Minecraft - Volume Alpha is het eerste soundtrackalbum van de sandboxgame Minecraft. De muziek is gecomponeerd door de Duitse muzikant C418 die het album tevens geproduceerd heeft. Het album bevat nummers uit de game, muziek die gebruikt is in trailers en nummers die niet gebruikt werden in de uiteindelijke uitgave van Minecraft.
Het album werd eerst, in eigen beheer, als download uitgebracht. In 2015 volgde een uitgave op cd en lp op het label Ghostly International. Van de lp werden drie versies uitgebracht; op zwart vinyl, op transparant groen vinyl en op transparant groen vinyl in een lenticulaire hoes. De lp-uitgave mist 12 nummers; met behulp van een downloadcode is het volledige album te downloaden. In 2022 werd het album heruitgebracht op vinyl en MP3.

## Tracklist
| 1.                 | Key                    | 1:05 |
| 2.                 | Door                   | 1:51 |
| 3.                 | Subwoofer Lullaby      | 3:28 |
| 4.                 | Death                  | 0:41 |
| 5.                 | Living Mice            | 2:57 |
| 6.                 | Moog City              | 2:40 |
| 7.                 | Haggstorm              | 3:24 |
| 8.                 | Minecraft              | 4:14 |
| 9.                 | Oxygène                | 1:05 |
| 10.                | Équinoxe               | 1:54 |
| 11.                | Mice on Venus          | 4:41 |
| 12.                | Dry Hands              | 1:08 |
| 13.                | Wet Hands              | 1:30 |
| 14.                | Clark                  | 3:11 |
| 15.                | Chris                  | 1:27 |
| 16.                | Thirteen               | 2:56 |
| 17.                | Excuse                 | 2:04 |
| 18.                | Sweden                 | 3:35 |
| 19.                | Cat (In stereo)        | 3:06 |
| 20.                | Dog                    | 2:25 |
| 21.                | Danny                  | 4:14 |
| 22.                | Beginning              | 1:42 |
| 23.                | Droopy likes ricochet  | 1:36 |
| 24.                | Droopy likes your face | 1:56 |
| Totale duur: 59:31 |                        |      |